# ماتیاس پالاسیوس
ماتیاس پالاسیوس (اسپانیایی: Matías Palacios‎؛ زادهٔ ۱۰ مهٔ ۲۰۰۲) بازیکن فوتبال اهل آرژانتین است که در پست هافبک برای باشگاه ورزشی سن لورنسو آلماگرو در لیگ برتر فوتبال آرژانتین بازی می‌کند.
وی همچنین در تیم ملی فوتبال زیر ۲۰ سال آرژانتین بازی کرده‌است.